# Vinko Pribojević
Vinko Pribojević (sredina 15. stoljeća - poslije 1532.), hrvatski povjesničar i ideolog, poznat kao začetnik rane Panslavenske ideologije.
Rođen na otoku Hvaru, dobio je humanističku naobrazbu i vjerojatno oko 1522. stupio u dominikanski red. Njegovo je najpoznatije djelo govor «De origine successibusque Slavorum» (O podrijetlu i povijesti Slavena), u kojem veliča Ilire i Slavene kao pretke dalmatinskih Hrvata. Sam govor, najvjerojatnije održan u Hvaru 1525., te objavljen na latinskom jeziku 1532. duboko je dojmio Mlečane koji su ga 1595. preveli i objavili na talijanskom jeziku. 
Strastveno veličanje Slavena (među kojima su se, po Pribojeviću, našli i Aleksandar Makedonski i Aristotel, Dioklecijan i Sv. Jeronim) svojim je dubokim patosom odigralo veliku ulogu u rođenju panslavenske ideologije (moglo bi se reći da je to prva programatska formulacija te ideologije, koju su nasljedovali i dalje razvijali Mavro Orbini i Juraj Križanić), no kao povjesničarsko djelo predstavlja pravu fikciju. 

## Nasljedstvo
Pribojević je prvi inkorporirao Ilire i ilirski mitologem u hrvatsku i slavensku historiografiju (bolje, ideologiju), stvarajući time štit i bedem protiv germanskih, mađarskih i talijanskih nacionalno-teritorijalnih presizanja nad hrvatskom zemljom. Jednadžba "Slaveni = Iliri", kao i zanosno proslavljanje povijesne veličine i značaja Ilira, ostavili su dubokoga traga u svjetskoj povijesnici i općem svjetonazoru. Iako njegovo djelo ne može izdržati ispit kritičke historiografije, Pribojevićeve osnovne teze, koliko god izgledale bizarnim danas - nisu to bile za njegove suvremenike. U to doba, humanizma i renesanse, još nije bila stvorena racionalna i kritička svijest koja bi razglobila što je istina, a što ne u mutnim pitanjima etnogeneze i nacionalno-jezičnih lojalnosti. Dapače - razne su se fantastične etnogenetske konstrukcije protegle još u 19. stoljeće, pa time Pribojevićevo djelo biva dobrim dijelom ekskulpirano «krivice» autorovih ideoloških projekcija. Izuzetno utjecajan, jedan od najvažnijih hrvatskih i svjetskih latinista koji su oblikovali ideološke matrice za budućnost - Vinko Pribojević je istodobno rodonačelnik hrvatskoga «ilirstva» i panslavističke ideologije koja je obuhvatila sve slavenske narode.

## Recepcija
Pribojević se smatra prvim autorom koji je primijetio postojanje povezanih slavenskih zajednica, uključujući južne Slavene, kao i zapadne i istočne Slavene. Objašnjava postojanje takve zajednice kroz jasne jezične, povijesne i kulturološke pojave koje povezuju te narode. 

## Vanjske poveznice
- Biografija, Library of Yale